# Драго Ланг
Драгутин Драго Ланг (Бања Лука, 5. октобар 1921 — Горње Ратково, код Рибника, 6. мај 1942), учесник Народноослободилачке борбе и народни херој Југославије.

## Биографија
Рођен је 5. октобра 1921. године у Бањалуци. Потиче из радничке породице. После завршене основне школе учио је трговачки занат и потом радио као трговачки помоћник.
Врло рано је приступио радничком покрету, а већ 1938. године био је изабран за руководиоца подружнице трговачких радника и намештеника. Почетком 1940. године постао је члан Савеза комунистичке омладине Југославије (СКОЈ), а исте године примљен је и у чланство Комунистичке партије Југославије (КПЈ). Учествовао је и у раду Културно-уметничког друштва „Пелагић“, у ком је од 1939. године био члан Управе.
После Априслког рата и окупације Крљаевине Југославије, 1941. године, Драго је уокупираној Бањалуци активно радио са омладином и имао задатак да скојевске активисте припрема за оружану борбу. Јула 1941. године, по партијском задатку, напустио је Бањалуку и отишао у Први бањалучки партизански одред на Старчевици. Учествовао је у првим оружаним акцијама против Немаца, усташа и домобрана око Бање Луке. Као омладински руководилац, поред борбе је био ангажован на укључивању омладине у Народнооослободилачку борбу и јачању скојевских организација у селима око Бање Луке.
По задатку Обласног комитета КПЈ за Босанску крајину, у јесен 1941. године, упућен је у Подгрмеч да тамошњој партијској организацији помогне у раду са омладином. Ту је новембра 1941. године постао члан Окружног комитета СКОЈ-а за сектор Првог крајишког партизанског одреда. После издаје четничке групе под руководством Рада Радића и напада на партизанску болницу у селу Јошавци, код Челинца, априла 1942. године, када је поубијано 25 рањених партизана, међу којима и др Младен Стојановић, настала је веома тешка ситуација на терену Трећег и Четвртог крајишког партизанског одреда.
Обласни комитет КПЈ за Босанску крајину је тада, да би побољшао ситуацију на терену, тамо послао већи број искусних партијских активиста, међу којима и Драгу Ланга. Заједно са Касимом Хаџићем, секретаром Окружног комитета КПЈ за сектор Трећег крајишког НОП одреда, крајем априла 1942. године, пошао је из Горњег Рибника, где су се налазили на политичком саветовању, ка Змијању и Мањачи. На путу ка тамо, 1. маја, су свратили у село Шљивно, где се одржавао велики народни збор поводом Празника рада. Потом су, са мањом групом бораца, кренули ка Горњем Раткову, где су их на путу Мркоњић Град—Бања Лука, код села Бунарева, 6. маја 1942. године, из заседе напали делови четничког пука „Мањача“. Свесни да се живи не могу извући из четничког окружења, не желећи да се предају, ступили су у неравноправну борбу у којој су погинули.
После ослобођења Југославије, његови посмртни остаци, заједно са посмртним остацима Касима Хаџића, народног хероја, и осталих партизана из њихове групе, су пренесени и сахрањени на Партизанском гробљу у Бањалуци.
Указом председника Федеративне Народне Републике Југославије Јосипа Броза Тита, 27. новембра 1953. године, проглашен је за народног хероја.